# Димитър Балтев
Димитър Божанов Балтев е български художник.

## Биография
Роден е на 24 март 1932 година в София. През 1963 година завършва Висшия институт за изобразително изкуство „Николай Павлович“, в класа по „Керамика“ на Стоян Райнов.
След дипломирането си, от 1963 до 1969 година работи в Центъра за нови стоки и мода (ЦНСМ) в областта на силикатния дизайн. Работи също в Министерството на културата. Той е сред основателите и член на редакционната колегия на сп. „Промишлена естетика и декоративни изкуства“.
Редовно участва в повечето общи художествени изложби в България, посветени на декоративно-приложните изкуства и дизайна.